# الربعية (الطفة)

تعديل مصدري - تعديل

الربعية هي إحدى قرى عزلة السعيدية بمديرية الطفة التابعة لمحافظة البيضاء، بلغ تعداد سكانها 94 نسمة حسب تعداد اليمن لعام 2004.